# Ehrenring der Görres-Gesellschaft
Der Ehrenring der Görres-Gesellschaft ist eine wissenschaftliche Auszeichnung der Görres-Gesellschaft zur Pflege der Wissenschaft. Er wird seit 1977 jährlich an verdiente Persönlichkeiten des wissenschaftlichen und öffentlichen Lebens verliehen.

## Preisträger
- 1977: Clemens Bauer
- 1978: Hubert Jedin
- 1979: Franz Grosse-Brockhoff
- 1980: Johannes Broermann
- 1981: Ernst Friesenhahn
- 1982: Hermann Josef Abs
- 1983: José Manuel Pérez-Prendes
- 1984: Max Müller
- 1986: Joseph Kardinal Höffner
- 1987: Josephus Joannes Maria van der Ven
- 1988: Theobald Freudenberger
- 1989: Theo Mayer-Maly
- 1990: Josef Pieper
- 1992: Hermann Krings
- 1993: Peter Eppenich
- 1994: Quintin Aldea Vaquero
- 1995: Heinz Schürmann
- 1996: Hans Maier
- 1997: Hugo Rokyta
- 1998: Konrad Repgen
- 1999: Hans Elmar Onnau
- 2000: Wolfgang Frühwald
- 2001: Laetitia Boehm
- 2002: Karl Kardinal Lehmann
- 2003: Rudolf Morsey
- 2004: Jan Kopiec
- 2006: Günther Massenkeil
- 2007: Irmtrud Bethge, Paul Mikat
- 2008: Walter Kardinal Kasper
- 2009: Kurt Heinrich
- 2010: Bernhard Vogel
- 2011: Alexander Hollerbach
- 2012: Wilhelm Korff
- 2013: Josef Isensee
- 2014: Günter Rager
- 2015: Heinrich Mussinghoff
- 2016: Ludger Honnefelder
- 2017: Paul Kirchhof
- 2018: Hans Langendörfer
- 2021: Heinrich Oberreuter
- 2022: Monika Fink-Lang
- 2024: Hubert Kaufhold[1]